# REBECCA IV 〜Maybe Tomorrow〜
『REBECCA IV 〜Maybe Tomorrow〜』（レベッカ フォー 〜メイビー トゥモロー〜）は、レベッカの4枚目のアルバム。
キャッチコピーは『明日へ飛翔しつづけるレベッカの最新超強力アルバム!!』。

## 背景
前作『WILD & HONEY』から約半年ぶりにリリースされたアルバムで、日本テレビ系ドラマ『ハーフポテトな俺たち』のオープニング曲である「ガールズ ブラボー!」と、エンディング曲として使用された「フレンズ」をはじめ、コンサートの最後で披露されることが多かった「Maybe Tomorrow」を含めた全10曲が収録されている。

## 音楽性
9曲目の「London Boy」は、GLAYのメンバーであるJIROが、地元である函館を思い出す曲として当楽曲を挙げている。

## リリース
1985年11月1日にCBS・ソニーのFITZBEATレーベルからLPとCD、カセットの3形態でリリースされた。
1994年11月2日にKi/oon Sony RecordsのFITZBEATレーベルから、CDのみで再リリースされた。
2007年9月19日にSony Music DirectのGT musicレーベルから、リマスターされたCDに紙ジャケット仕様で完全生産限定盤として、2013年2月20日にBlu-spec CD2としてリリースされた。
2017年7月26日に、Sony Music DirectのGREAT TRACKSレーベルからLPとして再リリースされ、リマスタリングにGOH HOTODA、カッティングはバーニー・グランドマンが担当した。

## 批評
| 専門評論家によるレビュー | 専門評論家によるレビュー |
| レビュー・スコア         | レビュー・スコア         |
| 出典                     | 評価                     |
| ------------------------ | ------------------------ |
| CDジャーナル             | 肯定的                   |
| OKMusic                  | 肯定的                   |

CDジャーナルは、「キャッチーでハイクオリティなナンバーが満載」と収録曲のクオリティの高さを指摘し、「ノッコのヴォーカリストとしての魅力が増してきた」といずれも肯定的な評価を下している。
ライターの帆苅竜太郎は、OKMusicのコラムにて「1980年代のシンセ感やディレイの長さが今となっては若干いなたく思えなくもない」と現代のJ-POPを比較してやや時代遅れなサウンドであることを指摘したうえで「いずれの楽曲もギター、ベース、ドラム、キーボードのバランスが絶妙。基本はベース&ドラムがボトムを支え、その上をギターとキーボードが彩るスタイルであるが、それぞれがしっかりと自己主張しながら、時に押し、時に引き、まさにアンサンブルと呼ぶべき演奏を聴くことができる」と肯定的な評価を下している。

## チャート成績
バンドとしては初のオリコンチャート1位を獲得し、130万枚を売り上げるミリオンヒットを記録した。

## 収録曲

### LP, カセット
| 全作曲: 土橋安騎夫（#5のみ高橋教之）、全編曲: レベッカ。 |                                |                 |                                 |      |
| #                                                        | タイトル                       | 作詞            | 作曲・編曲                      | 時間 |
| 1.                                                       | 「Hot Spice」                  | 宮原芽映        | 土橋安騎夫 （#5のみ 高橋教之 ） | 4:25 |
| 2.                                                       | 「プライベイト・ヒロイン」     | NOKKO・沢ちひろ | 土橋安騎夫 （#5のみ 高橋教之 ） | 4:30 |
| 3.                                                       | 「Cotton Time」                | NOKKO           | 土橋安騎夫 （#5のみ 高橋教之 ） | 5:10 |
| 4.                                                       | 「76th Star」                  | NOKKO・沢ちひろ | 土橋安騎夫 （#5のみ 高橋教之 ） | 3:54 |
| 5.                                                       | 「光と影の誘惑」(Instrumental) |                 | 土橋安騎夫 （#5のみ 高橋教之 ） | 4:14 |
| 合計時間:                                                | 合計時間:                      | 合計時間:       | 22:13                           |      |

| 全作詞: NOKKO（#4のみ沢ちひろ）、全作曲: 土橋安騎夫、全編曲: レベッカ。 |                        |                         |            |      |
| #                                                                       | タイトル               | 作詞                    | 作曲・編曲 | 時間 |
| 1.                                                                      | 「ボトムライン」       | NOKKO（#4のみ沢ちひろ） | 土橋安騎夫 | 4:59 |
| 2.                                                                      | 「ガールズ ブラボー!」 | NOKKO（#4のみ沢ちひろ） | 土橋安騎夫 | 3:38 |
| 3.                                                                      | 「フレンズ」           | NOKKO（#4のみ沢ちひろ） | 土橋安騎夫 | 4:33 |
| 4.                                                                      | 「London Boy」         | NOKKO（#4のみ沢ちひろ） | 土橋安騎夫 | 4:31 |
| 5.                                                                      | 「Maybe Tomorrow」     | NOKKO（#4のみ沢ちひろ） | 土橋安騎夫 | 5:28 |
| 合計時間:                                                               | 合計時間:              | 23:09                   |            |      |

### CD
| 全作曲: 土橋安騎夫（#5のみ高橋教之）、全編曲: レベッカ。 |                                |                 |                              |      |
| #                                                        | タイトル                       | 作詞            | 作曲・編曲                   | 時間 |
| 1.                                                       | 「Hot Spice」                  | 宮原芽映        | 土橋安騎夫（#5のみ高橋教之） | 4:25 |
| 2.                                                       | 「プライベイト・ヒロイン」     | NOKKO・沢ちひろ | 土橋安騎夫（#5のみ高橋教之） | 4:30 |
| 3.                                                       | 「Cotton Time」                | NOKKO           | 土橋安騎夫（#5のみ高橋教之） | 5:10 |
| 4.                                                       | 「76th Star」                  | NOKKO・沢ちひろ | 土橋安騎夫（#5のみ高橋教之） | 3:54 |
| 5.                                                       | 「光と影の誘惑」(Instrumental) |                 | 土橋安騎夫（#5のみ高橋教之） | 4:14 |
| 6.                                                       | 「ボトムライン」               | NOKKO           | 土橋安騎夫（#5のみ高橋教之） | 4:59 |
| 7.                                                       | 「ガールズ ブラボー!」         | NOKKO           | 土橋安騎夫（#5のみ高橋教之） | 3:38 |
| 8.                                                       | 「フレンズ」                   | NOKKO           | 土橋安騎夫（#5のみ高橋教之） | 4:33 |
| 9.                                                       | 「London Boy」                 | 沢ちひろ        | 土橋安騎夫（#5のみ高橋教之） | 4:31 |
| 10.                                                      | 「Maybe Tomorrow」             | NOKKO           | 土橋安騎夫（#5のみ高橋教之） | 5:28 |
| 合計時間:                                                | 合計時間:                      | 合計時間:       | 45:22                        |      |

## 参加ミュージシャン
- Nokko : Vocal
- Akio Dobashi : Synthesizers, A.Piano, Organ, Chorus
- Noriyuki Takahashi : E.Bass, Programming, Chorus
- Morio Koga : E.Guitar, A.Guitar, Chorus
- Yutaka Odawara : Drums

Additional Musician
- Kouichi Korenaga (half tone) : E.Guitar, Chorus

## メディアでの使用
| #  | 曲名                   | タイアップ                                                   | 出典  |
| -- | ---------------------- | ------------------------------------------------------------ | ----- |
| 7  | 「ガールズ ブラボー!」 | 日本テレビ系ドラマ『ハーフポテトな俺たち』オープニングテーマ | [ 1 ] |
| 8  | 「フレンズ」           | 日本テレビ系ドラマ『ハーフポテトな俺たち』エンディングテーマ | [ 1 ] |
| 8  | 「フレンズ」           | 日本テレビ系ドラマ『MARS〜ただ、君を愛してる〜』主題歌       |       |
| 10 | 「Maybe Tomorrow」     | フジテレビ系ドラマ『リップスティック』挿入歌                 |       |

## カバーしたアーティスト
| アーティスト   | 収録作品                               | 発売日         | 備考                             |
| 76th Star      | 76th Star                              | 76th Star      | 76th Star                        |
| -------------- | -------------------------------------- | -------------- | -------------------------------- |
| SHINO-娘       | 『tribute to REBECCA DREAM DISCOVERY』 | 1999年11月10日 | レベッカのトリビュート・アルバム |
| 水樹奈々       | 「WILD EYES」                          | 2005年5月18日  |                                  |
| 田村芽実       | 『CLIP & COVERS』                      | 2020年4月8日   |                                  |
| London Boy     |                                        |                |                                  |
| 佐々木ゆう子   | 『tribute to REBECCA DREAM DISCOVERY』 | 1999年11月10日 | レベッカのトリビュート・アルバム |
| Maybe Tomorrow |                                        |                |                                  |
| 広末涼子       | 『tribute to REBECCA DREAM DISCOVERY』 | 1999年11月10日 | レベッカのトリビュート・アルバム |
| 沢田知可子     | 『tribute to REBECCA DREAM DISCOVERY』 | 1999年11月10日 | レベッカのトリビュート・アルバム |
| 相川七瀬       | 『ROCK MONSTER』                       | 2023年11月8日  |                                  |